# Alexandra Prinzessin von Hannover
Alexandra Prinzessin von Hannover (geboren: Alexandra Sophie Cecilie Anna Maria Friederike Benigna Dorothea Prinzessin zu Ysenburg und Büdingen; * 23. Oktober 1937 in Frankfurt am Main; † 1. Juni 2015 ebenda) war eine deutsche Politikerin und Philanthropin.

## Leben
Ihre Eltern waren Otto Friedrich Fürst zu Ysenburg und Büdingen in Wächtersbach (1904–1990) und dessen Ehefrau Felizitas Reuß zu Köstritz (1914–1989). Mit vier Brüdern, darunter Wolfgang-Ernst Fürst zu Ysenburg und Büdingen, wuchs sie in Büdingen auf, machte ihr Abitur in der Elisabeth-von-Thadden-Schule in Heidelberg-Wieblingen und studierte Kunstgeschichte und Literaturwissenschaften in Frankfurt, Paris und Bonn.
Im September 1960 heiratete sie Welf Heinrich Prinz von Hannover (1923–1997) und zog mit ihm nach Frankfurt-Niederrad. Der Jurist arbeitete als Bankkaufmann beim Bankhaus Metzler in Frankfurt. Ihre Ehe blieb kinderlos.
Sie engagierte sich im Frankfurter Verband und leitete einen Altenklub. 1972 trat sie in die CDU ein, war zunächst Mitglied des Ortsbeirates 5 (Niederrad – Oberrad – Sachsenhausen), Sozialbezirksvorsteherin in Niederrad und von 1980 bis 2011 Mitglied der Stadtverordnetenversammlung. Sie gehörte den Ausschüssen für Jugend und Soziales, dem Bauausschuss, dem Umweltausschuss und dem Sonderausschuss Dom-Römer an. Seit dem Tod ihres Mannes legte sie einen besonderen Schwerpunkt im Kulturausschuss, dessen Arbeit sie drei Jahrzehnte mitprägte, seit 1997 als Ausschussvorsitzende. Sie war Mitglied des Präsidiums der Stadtverordnetenversammlung und von 2001 bis 2011 stellvertretende Stadtverordnetenvorsteherin. Zusätzlich zu ihrem Engagement in den Gremien der Stadtverordnetenversammlung und auch über ihre aktive Zeit im Parlament hinaus war sie in zahlreichen Stiftungen, Instituten, Kuratorien und Wohlfahrtseinrichtungen aktiv. Sie engagierte sich für das im Mai 2005 eröffnete Hospiz Sankt Katharina in der Seckbacher Landstraße.
Sie starb nach einer langwierigen Krebserkrankung und wurde in der Familiengrabstätte des Fürstenhauses Ysenburg und Büdingen im Büdinger Wald beigesetzt.

## Auszeichnungen
- Verdienstkreuz am Bande des Verdienstordens der Bundesrepublik Deutschland
- 2007: Verdienstkreuz 1. Klasse des Verdienstordens der Bundesrepublik Deutschland
- Römerplaketten in Bronze, Silber und Gold
- 2010: Walter-Möller-Plakette
- Ernennung zur Stadtältesten